# Amasse
Die Amasse (auch Masse genannt) ist ein Fluss in Frankreich, der in der Region Centre-Val de Loire verläuft. Sie entspringt im nördlichen Gemeindegebiet von Pontlevoy, entwässert generell in westlicher Richtung und mündet nach rund 29 Kilometern im Stadtgebiet von Amboise als linker Nebenfluss in die Loire. Im Stadtgebiet verläuft die Amasse teilweise im Untergrund. Auf ihrem Weg durchquert sie die Départements Loir-et-Cher und Indre-et-Loire.

## Orte am Fluss
(Reihenfolge in Fließrichtung)
- La Galvaire, Gemeinde Pontlevoy
- Vallières-les-Grandes
- Souvigny-de-Touraine
- Saint-Règle
- Amboise

## Besonderheiten
Im Oberlauf bildet der Fluss das Naturschutzgebiet Étang de Sudais, registriert unter ZNIEFF/240000701.